# Charles Callahan Perkins

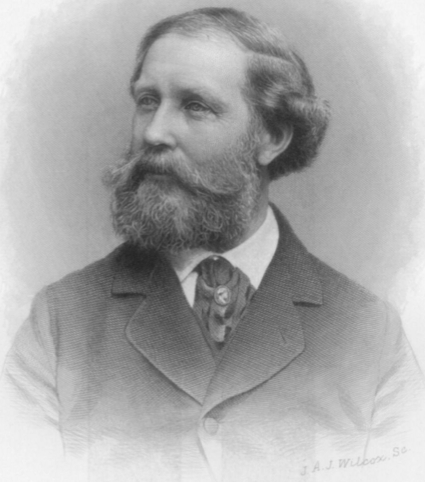
Porträt von Charles Callahan Perkins, 19. Jahrhundert

Charles Callahan Perkins (* 1. März 1823 in Boston; † 25. August 1886 in Windsor (Vermont)) war ein US-amerikanischer Künstler und Autor.

## Leben und Werk
Charles Callahan Perkins besuchte das Harvard College und  schloss seine dortige Ausbildung 1843 ab. Danach bildete er sich in Europa weiter. So studierte er Kunst in Rom sowie 1846 in Paris, wo er Unterricht beim niederländisch-französischen Maler Ary Scheffer nahm. Auf Reisen in Italien beschäftigte er sich vorzugsweise mit der Erforschung der italienischen Plastik des 15. und 16. Jahrhunderts und gab als Früchte dieser Forschungen die Werke Tuscan Sculptors (2 Bde., London 1864) und Italian Sculptors (London 1868) heraus. Ferner studierte er in Europa Musik und Radierkunst. In seine Vaterstadt zurückgekehrt unterstützte er die Gründung des Museum of Fine Arts, wurde dessen ehrenamtlicher Direktor  und spielte als Kulturschaffender und Autor viele Jahre eine führende Rolle in den Künstlerkreisen Bostons. Von 1869 bis 1879 war er Präsident des Boston Art Club, von 1870 bis 1883 Mitglied der städtischen Schulbehörde sowie von 1875 bis 1886 Präsident der Handel and Haydn Society. Außerdem gehörte er der Massachusetts Historical Society an und war seit 1870 Fellow der American Academy of Arts and Sciences.
Perkins schrieb ferner:
- Art in Education, 1870
- Raphael and Michelangelo, Boston 1878
- Historical Handbook of Italian Sculpture, New York 1883
- Sepulchral Monuments in Italy, 1885
- Ghiberti et son École, Paris 1886
- History of the Handel and Haydn Society of Boston, Massachusetts, Bd. 1, 1883–86